# Ноу, Мэри
Мэ́ри Но́у (англ. Marie Noe; 23 августа 1928 — 5 мая 2016) — многодетная мать, в июне 1999 года признанная виновной в убийстве восьмерых собственных детей. Между 1949 и 1968 годами восемь из десяти детей Ноу умерли при не вполне ясных обстоятельствах, которые тогда были приписаны синдрому внезапной смерти младенцев во время сна. Все восемь детей при рождении были здоровы и развивались как обычно. Два других ребёнка умерли от естественных причин. Ноу признала себя виновной в восьми убийствах второй степени и была приговорена к 20-летнему условному наказанию и психиатрическому обследованию.

## Биография

### Детство
Мэри Ноу была одним из нескольких детей в проблемном браке своих родителей. Мэри переболела скарлатиной в возрасте пяти лет, что впоследствии приписывают ей причиной трудностей в обучении. Она бросила школу в раннем подростковом возрасте, чтобы начать работать и помогать в ухаживании за племянницей, рождённой одной из её старших сестёр, когда Мэри было 12 лет, и воспитывавшейся как сестра Мэри.

### Супружество и дети
Мэри и Артур Ноу познакомились в частном клубе в Западном Кенсингтоне в окрестностях Филадельфии. После непродолжительного ухаживания они тайно поженились. У супругов родилось десять детей. Все они умерли в возрасте от пяти дней до 14 месяцев.
1. Ричард Аллан Ноу (7 марта 1949 — 7 апреля 1949)
2. Элизабет Мэри Ноу (8 сентября 1950 — 17 февраля 1951)
3. Жаклин Ноу (23 апреля 1952 — 3 мая 1952)
4. Артур Джозеф Ноу младший (23 апреля 1955 — 28 апреля 1955)
5. Констанс Ноу (24 февраля 1958 — 20 марта 1958)
6. Лецития Ноу (мертворождённая, 24 августа 1959; причиной смерти установлено удушение пуповиной)
7. Мэри Ли Ноу (19 июня 1962 — 4 января 1963)
8. Тереза Ноу (умерла в больнице, июнь 1963; причиной смерти было установлено «врождённый геморрагический диатез»)
9. Катрин Е. Ноу (3 декабря 1964 — 24 февраля 1966)
10. Артур Джозеф Ноу младший (28 июля 1967 — 2 января 1968)

Во время кесарева сечения при последних родах у Ноу произошёл разрыв матки, и ей пришлось сделать гистерэктомию.

### Повторное следствие и обвинение
Интерес к этому случаю возобновился после публикации в 1997 году книги The Death of Innocents о нью-йоркской преступнице Ванете Хойт и расследовании в статье, появившейся в апреле 1998 года в выпуске журнала Philadelphia.
Автор статьи в Philadelphia передал результаты своего расследования в филадельфийский полицейский участок в марте 1998 года. После получения материалов допрошенная полицией Ноу призналась, что задушила четырёх детей. Также она заявила, что не помнит о происшедшем с четырьмя другими детьми, умершими при аналогичных обстоятельствах. В августе 1998 года ей было предъявлено обвинение в убийстве первой степени.
Ноу признала себя виновной по восьми пунктам обвинения в убийстве второй степени и в июне 1998 года приговорена к 20 годам лишения свободы условно с нахождением первые пять лет под домашним арестом.
В качестве условия в признании своей вины Ноу согласилась на психиатрическое обследование в надежде выяснить причины убийства её детей. В сентябре 2001 года к судебному делу были приобщены материалы о том, что Ноу страдает смешанным расстройством личности.
Умерла 5 мая 2016 года в Челтенхемском центре сестринского ухода и реабилитации на Йорк-Роуд